# Panormenis parvula
Panormenis parvula är en insektsart som först beskrevs av Melichar 1902.  Panormenis parvula ingår i släktet Panormenis och familjen Flatidae. Inga underarter finns listade i Catalogue of Life.